# Bahnstrecke Oskarshamn–Älghult
| Bahnhof Skoghult (1925) |                             |                                            |                                            |
| Streckenlänge: | 79 km                       |                                            |                                            |
| Spurweite: | 891 mm (schwed. 3-Fuß-Spur) |                                            |                                            |
| Maximale Neigung: | 16 ‰                        |                                            |                                            |
| Minimaler Radius: | 300 m                       |                                            |                                            |
| Streckengeschwindigkeit: | 40 km/h                     |                                            |                                            |
| |                             |                                            |                                            |
| \| \| \| Oskarshamn Hamn \| \| \| \| 0 \| Oskarshamn \| 5 m ö.h. \| \| \| \| ab hier Dreischienengleis zum Hafen \| \| \| \| \| [1] \| \| \| \| \| Bahnstrecke Nässjö–Oskarshamn nach Berga \| \| \| \| \| Schmalspur-Güterbahnhof \| \| \| \| \| Bahnbetriebswerk \| \| \| \| 3,8 \| Sörbo (ab 13. Sept. 1907)[2] \| 12 m ö.h. \| \| \| 8,4 \| Skorpetorp \| 19 m ö.h. \| \| \| 13,5 \| Grönskog \| 26 m ö.h. \| \| \| 15,4 \| Kopparhäll \| Kopparhäll \| \| \| 19,0 \| Kumlemar \| Kumlemar \| \| \| 20,0 \| Fliseryd \| 33 m ö.h. \| \| \| \| Emån \| \| \| \| 29,8 \| Kvillegärde (ab 27. Nov. 1908)[2] \| Kvillegärde (ab 27. Nov. 1908)[2] \| \| \| 23,4 \| Finsjö \| 50 m ö.h. \| \| \| \| Industriegleis \| \| \| \| \| Kvillen \| \| \| \| 27,8 \| Ekhult \| 63 m ö.h. \| \| \| 30,9 \| Målen \| Målen \| \| \| 31,1 \| Målens grusgrop \| Målens grusgrop \| \| \| \| Bahnstrecke Kalmar–Berga von Berga \| \| \| \| 32,9 \| Ruda \| 77 m ö.h. \| \| \| \| Bahnstrecke Kalmar–Berga nach Kalmar \| \| \| \| 35,7 \| Alebo \| Alebo \| \| \| \| Trändeån \| \| \| \| 37,1 \| Basthult Elmhultsbro (1922–1963) \| Basthult Elmhultsbro (1922–1963) \| \| \| 41,1 \| Sinnerskog Sinnerbo (1922–1963) \| Sinnerskog Sinnerbo (1922–1963) \| \| \| 43,3 \| Allgunnen Skurebo (1922–1963) \| Allgunnen Skurebo (1922–1963) \| \| \| 44 \| Sjönäs Allgunnen \| Sjönäs Allgunnen \| \| \| \| Badebodaån \| \| \| \| 49,6 \| Grönlid (1922–1963) \| Grönlid (1922–1963) \| \| \| 53,8 \| Torsmåla \| Torsmåla \| \| \| \| Bahnstrecke Mönsterås–Åseda von Fagerhult \| \| \| \| 56,5 \| Skoghult (1912–1963) \| Skoghult (1912–1963) \| \| \| \| Bahnstrecke Mönsterås–Åseda nach Mönsterås \| \| \| \| \| Grenze Kalmar län / Kronobergs län \| \| \| \| \| Alsterån \| \| \| \| 63,5 \| Fröseke (1923–1963) \| Fröseke (1923–1963) \| \| \| 70,5 \| Rydefors (1923–1963) \| Rydefors (1923–1963) \| \| \| 71,7 \| Hohults snickerifabrik (1923–1963) \| Hohults snickerifabrik (1923–1963) \| \| \| 72,8 \| Hohultslätt (1923–1963) \| Hohultslätt (1923–1963) \| \| \| \| Alsterån \| \| \| \| 74,9 \| Åkerslund (1923–1963) \| Åkerslund (1923–1963) \| \| \| 79,4 \| Älghult (Älghultsby, 1922–1963) \| Älghult (Älghultsby, 1922–1963) \| \| \| \| Östra Värends Järnväg nach Brittatorp \| \| \| \| \| \| \| \| Quellen: [3][4] \| \| \| \| |                             |                                            |                                            |
| |                             | Oskarshamn Hamn                            |                                            |
| Kopfbahnhof Streckenanfang · Kopfbahnhof Streckenanfang (Strecke außer Betrieb) · Strecke | 0                           | Oskarshamn                                 | 5 m ö.h.                                   |
| Strecke |                             | ab hier Dreischienengleis zum Hafen        | ab hier Dreischienengleis zum Hafen        |
| Abzweig geradeaus und von links · Kreuzung (Strecke geradeaus außer Betrieb) · Strecke nach rechts |                             | [ 1 ]                                      | [ 1 ]                                      |
| Strecke · Strecke (außer Betrieb) |                             | Bahnstrecke Nässjö–Oskarshamn nach Berga   | Bahnstrecke Nässjö–Oskarshamn nach Berga   |
| Dienststation / Betriebs- oder Güterbahnhof (Strecke außer Betrieb) |                             | Schmalspur-Güterbahnhof                    | Schmalspur-Güterbahnhof                    |
| Abzweig geradeaus und nach links (Strecke außer Betrieb) |                             | Bahnbetriebswerk                           | Bahnbetriebswerk                           |
| Haltepunkt / Haltestelle (Strecke außer Betrieb) | 3,8                         | Sörbo (ab 13. Sept. 1907)                  | 12 m ö.h.                                  |
| Bahnhof (Strecke außer Betrieb) | 8,4                         | Skorpetorp                                 | 19 m ö.h.                                  |
| Bahnhof (Strecke außer Betrieb) | 13,5                        | Grönskog                                   | 26 m ö.h.                                  |
| Haltepunkt / Haltestelle (Strecke außer Betrieb) | 15,4                        | Kopparhäll                                 | Kopparhäll                                 |
| Haltepunkt / Haltestelle (Strecke außer Betrieb) | 19,0                        | Kumlemar                                   | Kumlemar                                   |
| Bahnhof (Strecke außer Betrieb) | 20,0                        | Fliseryd                                   | 33 m ö.h.                                  |
| Brücke über Wasserlauf (Strecke außer Betrieb) |                             | Emån                                       | Emån                                       |
| Haltepunkt / Haltestelle (Strecke außer Betrieb) | 29,8                        | Kvillegärde (ab 27. Nov. 1908)             | Kvillegärde (ab 27. Nov. 1908)             |
| Bahnhof (Strecke außer Betrieb) | 23,4                        | Finsjö                                     | 50 m ö.h.                                  |
| Strecke (außer Betrieb) |                             | Industriegleis                             | Industriegleis                             |
| Brücke über Wasserlauf (Strecke außer Betrieb) |                             | Kvillen                                    | Kvillen                                    |
| Bahnhof (Strecke außer Betrieb) | 27,8                        | Ekhult                                     | 63 m ö.h.                                  |
| Haltepunkt / Haltestelle (Strecke außer Betrieb) | 30,9                        | Målen                                      | Målen                                      |
| Abzweig geradeaus und nach links (Strecke außer Betrieb) | 31,1                        | Målens grusgrop                            | Målens grusgrop                            |
| Abzweig ehemals geradeaus und von rechts |                             | Bahnstrecke Kalmar–Berga von Berga         | Bahnstrecke Kalmar–Berga von Berga         |
| Bahnhof | 32,9                        | Ruda                                       | 77 m ö.h.                                  |
| Abzweig ehemals geradeaus und nach links |                             | Bahnstrecke Kalmar–Berga nach Kalmar       | Bahnstrecke Kalmar–Berga nach Kalmar       |
| Haltepunkt / Haltestelle (Strecke außer Betrieb) | 35,7                        | Alebo                                      | Alebo                                      |
| Brücke über Wasserlauf (Strecke außer Betrieb) |                             | Trändeån                                   | Trändeån                                   |
| Haltepunkt / Haltestelle (Strecke außer Betrieb) | 37,1                        | Basthult Elmhultsbro (1922–1963)           | Basthult Elmhultsbro (1922–1963)           |
| Bahnhof (Strecke außer Betrieb) | 41,1                        | Sinnerskog Sinnerbo (1922–1963)            | Sinnerskog Sinnerbo (1922–1963)            |
| Haltepunkt / Haltestelle (Strecke außer Betrieb) | 43,3                        | Allgunnen Skurebo (1922–1963)              | Allgunnen Skurebo (1922–1963)              |
| Abzweig geradeaus und nach links (Strecke außer Betrieb) | 44                          | Sjönäs Allgunnen                           | Sjönäs Allgunnen                           |
| Brücke über Wasserlauf (Strecke außer Betrieb) |                             | Badebodaån                                 | Badebodaån                                 |
| Haltepunkt / Haltestelle (Strecke außer Betrieb) | 49,6                        | Grönlid (1922–1963)                        | Grönlid (1922–1963)                        |
| Haltepunkt / Haltestelle (Strecke außer Betrieb) | 53,8                        | Torsmåla                                   | Torsmåla                                   |
| Abzweig geradeaus und von rechts (Strecke außer Betrieb) |                             | Bahnstrecke Mönsterås–Åseda von Fagerhult  | Bahnstrecke Mönsterås–Åseda von Fagerhult  |
| Bahnhof (Strecke außer Betrieb) | 56,5                        | Skoghult (1912–1963)                       | Skoghult (1912–1963)                       |
| Abzweig geradeaus und nach links (Strecke außer Betrieb) |                             | Bahnstrecke Mönsterås–Åseda nach Mönsterås | Bahnstrecke Mönsterås–Åseda nach Mönsterås |
| Grenze (Strecke außer Betrieb) |                             | Grenze Kalmar län / Kronobergs län         | Grenze Kalmar län / Kronobergs län         |
| Brücke über Wasserlauf (Strecke außer Betrieb) |                             | Alsterån                                   | Alsterån                                   |
| Bahnhof (Strecke außer Betrieb) | 63,5                        | Fröseke (1923–1963)                        | Fröseke (1923–1963)                        |
| Haltepunkt / Haltestelle (Strecke außer Betrieb) | 70,5                        | Rydefors (1923–1963)                       | Rydefors (1923–1963)                       |
| Blockstelle (Strecke außer Betrieb) | 71,7                        | Hohults snickerifabrik (1923–1963)         | Hohults snickerifabrik (1923–1963)         |
| Bahnhof (Strecke außer Betrieb) | 72,8                        | Hohultslätt (1923–1963)                    | Hohultslätt (1923–1963)                    |
| Brücke über Wasserlauf (Strecke außer Betrieb) |                             | Alsterån                                   | Alsterån                                   |
| Haltepunkt / Haltestelle (Strecke außer Betrieb) | 74,9                        | Åkerslund (1923–1963)                      | Åkerslund (1923–1963)                      |
| Bahnhof (Strecke außer Betrieb) | 79,4                        | Älghult (Älghultsby, 1922–1963)            | Älghult (Älghultsby, 1922–1963)            |
| Strecke (außer Betrieb) |                             | Östra Värends Järnväg nach Brittatorp      | Östra Värends Järnväg nach Brittatorp      |
| |                             |                                            |                                            |
| Quellen: |                             |                                            |                                            |

Die Bahnstrecke Oskarshamn–Älghult war eine schwedische Schmalspurstrecke mit einer Spurweite von 891 mm, die von Oskarshamn nach Älghult führte.
Sie bestand aus den beiden Streckenteilen Ruda–Oskarshamn der ehemaligen Ruda–Finsjö–Oskarshamns Järnvägsaktiebolag sowie Ruda–Älghult der Ruda–Älghults järnvägsaktiebolag. Die beiden Streckenteile wurden ab 1932 von der Östra Smålands Järnväg betrieben.

## Östra Smålands Järnväg
Die Östra Smålands Järnväg war eine Tochtergesellschaft der Kalmar läns östra järnvägsaktiebolag, die nur von 1932 bis 1936 bestand. Sie wurde gegründet, um die Ruda–Finsjö–Oskarshamns Järnvägsaktiebolag und die Ruda–Älghults järnvägsaktiebolag vom Riksgäldskontoret zu übernehmen, nachdem die beiden Gesellschaften 1931 in Insolvenz gegangen waren.
Die ÖSmJ ging selbst 1936 in Konkurs. Daraufhin kaufte Kalmar läns östra järnvägsaktiebolag die beiden ehemaligen Bahnstrecken der Gesellschaft bei einer öffentlichen Versteigerung. Danach wurde der Betrieb der Strecken der beiden Vorgängergesellschaft mit dem der Bahnstrecke Kalmar–Berga zusammengefasst, um die Fahrzeuge auf dem gemeinsamen Liniennetz einzusetzen.
Der 1895 gegründeten Muttergesellschaft Kalmar läns östra järnvägsaktiebolag gehörte schon die Bahnstrecke Kalmar–Berga. Im Laufe ihres Bestehens besaß sie zwei Tochtergesellschaften, die Mönsterås nya Järnvägsaktiebolag (MÅJ) zwischen 1910 und 1940 sowie die Östra Smålands Järnväg (ÖSmJ) zwischen 1932 und 1937.

## Fahrzeuge
Für den Betrieb übernahm ÖsmJ die Lokomotiven 1, 3, 4 und 5 der Ruda–Finsjö–Oskarshamns Järnvägsaktiebolag. Zusätzlich wurde eine weitere Dampflokomotive und ein Rangiertraktor beschafft.
| Nummer | Bauart    | Achsfolge | Hersteller                     | Baujahr  | Verbleib                                                                                                |
| ------ | --------- | --------- | ------------------------------ | -------- | --- |
| 1      | Tenderlok | 2' B 1' t | Nydqvist och Holm, Trollhättan | 463 1897 | 1932 von Kalmar–Berga Järnväg übernommen, dort vorher Nr. 4, FREJA; 1945 verschrottet                   |
| 101    | Diesellok | B         | Kalmar Verkstad, Kalmar        | 101 1932 | 1940: SJ Zp 143; 1960: Dala–Ockelbo–Norrsundets Järnväg, DONJ Nr. 7; 1971 an Museumsbahn Jädraås–Tallås |

## Verstaatlichung
Die Kalmar läns östra järnvägsaktiebolag wurde ebenso wie deren Tochtergesellschaft Mönsterås nya Järnvägsaktiebolag am 1. Juli 1940 im Rahmen der allgemeinen Eisenbahnverstaatlichung in Schweden vom Staat übernommen, das Streckennetz wurde in Statens Järnvägar integriert.
Das Personenverkehrsaufkommen stieg während des Zweiten Weltkriegs an, so dass von Dampflokomotiven gezogene Personenzüge durch Schienenbusse ersetzt wurden. Auf der Strecke Oskarshamn–Älghult–Brittatorp–Växjö verkehrten durchgehende Züge.
Der umfangreiche Güterverkehr wurde mit Tenderlokomotiven der Baureihe Np durchgeführt, die in den 1950er Jahren von neu gebauten Tenderloks der Reihe Gp ersetzt wurden. Das Güterzugpaar 9811/12 fuhr bis zur Stilllegung des durchgehenden Güterverkehrs 1963 mit dieser Baureihe und war das letzte planmäßig mit Dampflokomotiven in Schweden geführte Schmalspurgüterzugpaar.

## Stilllegung
Am 29. September 1963 endete der Gesamtverkehr auf der Strecke Ruda–Älghult–(Brittatorp), ebenso wie der Güterverkehr zwischen Oskarshamn und Kvillegärde.
Zum 1. Juli 1966 wurde der Personenverkehr zwischen Oskarshamn, Kvillegärde und Ruda eingestellt. 1970 wurde der Güterverkehr zwischen Kvillegärde und Ruda eingestellt, als die Firma Ackumulator AB Jungner den Warentransport auf der Schiene beendete.
Die Strecke wurde 1968 zwischen Oskarshamn und Skorpetorp sowie zwischen Ruda und Älghult abgebaut. Der letzte Teil zwischen Skorpetorp und Ruda folgte Ende 1970 / Anfang 1971.

## Reste der Strecke
Teile des Bahndammes dienen als Fuß- bzw. als Fahrradweg.